# Akademie Bayerischer Genossenschaften
Die Akademie Bayerischer Genossenschaften (ABG) ist eine Weiterbildungseinrichtung mit dem Hauptzweck in praxisorientierter Forschung und Lehre sowie Weiterbildung beruflich Qualifizierter besteht. Neben nicht-akademischen Weiterbildungsangeboten wie z. B. dem Bankfachwirt (BC) bietet die AGB auch im Rahmen des Verbundstudiums in Zusammenarbeit mit mehreren Hochschulen akademische Programme mit den Abschlüssen Bachelor of Arts bzw. Bachelor of Laws an. Schulträger sind die ABG GmbH und der Genossenschaftsverband Bayern e. V.

## Bildungsangebot

### Bank Colleg
Die ABG bietet für Mitarbeiter der bayerischen Volksbanken und Raiffeisenbanken im Rahmen des Bank Colleg diverse Weiterbildungsmöglichkeiten im Bereich des (genossenschaftlichen) Kreditwesens an. Hier können sich Bankkaufleute in drei aufeinander aufbauenden Stufen weiterbilden.
Die Weiterbildung erfolgt im vorbereitenden Selbststudium, das um wöchentliche Präsenzvorlesungen in den jeweiligen Studienzentren ergänzt werden. Die Studenten müssen zu festgelegten Terminen Klausuren schreiben sowie wissenschaftliche Arbeiten verfassen.
| Qualifizierung                | Voraussetzungen | Inhalte | Ausbildungsdauer |
| ----------------------------- | --- | --- | ---------------- |
| Bankfachwirt                  | - Abgeschlossene Ausbildung zum Bankkaufmann, - Tätigkeit in einer bayerischen Genossenschaftsbank                                                 | - Bankwirtschaft, - Versicherungsbetriebslehre, - Betriebswirtschaft, - Volkswirtschaft, - Rechtswissenschaften, - Privatkundengeschäft, - Firmenkundengeschäft,                  | 5 Semester       |
| Bankbetriebswirt              | Abgeschlossene Weiterbildung zum - Bankfachwirt (BankCOLLEG) oder - gepr. Bankfachwirt (IHK)                                                       | - Finanzmathematik - Strategiemanagement - Portfoliomanagement - Projektmanagement - Gesamtbanksteuerung - Marketing und Vertrieb - Personalentwicklung - Organisationsmanagement | 2 Semester       |
| diplomierter Bankbetriebswirt | Abgeschlossene Weiterbildung zum - Bankbetriebswirt (BankCOLLEG) oder vergleichbare Qualifikation, z. B. - Studium (Bachelor of Arts/Science/Laws) | - Bankaufsichtsrecht - Bankbilanzpolitik - Gesamtbanksteuerung - Strategie - Management und Führung - Produktion (Finanzproduktentwicklung)                                       | 2 Semester       |

### Bankleiterqualifikation
Mit dem Abschluss diplomierter Bankbetriebswirt Bank Colleg wird die Vermittlung der theoretischen Kenntnisse zur fachlichen Eignung gem. § 33 Abs. 2 KWG (Bankleiterqualifikation) verbrieft. Der Besitz der Bankleiterqualifikation ist Voraussetzung für die Berufung zum Vorstandsmitglied eines Kreditinstituts jeder Größenordnung im Bundesgebiet der Bundesrepublik Deutschland.

### VR-Verbundstudium
Beim VR-Verbundstudium handelt es sich um ein duales Studium in Verbindung mit einer Berufsausbildung zum Bankkaufmann mit einer Regelstudienzeit von 7 Semestern. Das Verbundstudium wird in Zusammenarbeit mit verschiedenen Hochschulen im gesamten Bundesgebiet angeboten und ermöglicht es den Studierenden, eine berufspraktische Ausbildung mit einem akademischen Studium zu verbinden.
Voraussetzung für das Studium ist ein Berufsausbildungsvertrag im Ausbildungsberuf Bankkaufmann mit einer Genossenschaftsbank sowie die Hochschulzugangsberechtigung (Allgemeine, Fachgebundene oder Fachhochschulreife).
Anders als beim Bildungsangebot des Bank Colleg erfolgt das Studium im Rahmen des Verbundstudiums parallel zur Berufsausbildung und nicht nach der Berufsausbildung.

### Seminar für Auszubildende
Die ABG bietet für Auszubildende der verbundenen Banken Schulungen und Seminare an. So lassen viele bayerische Genossenschaftsbanken ihren innerbetrieblichen Unterricht von der ABG durchführen.

### Weitere Seminare
Auch für Mitarbeiter gewerblicher und landwirtschaftlicher Genossenschaften werden Weiterbildungsprogramme im Rahmen eines Zertifikatsstudiums angeboten.